# Francis Edward Bache
Francis Edward Bache (né le 14 septembre 1833 – mort le 24 août 1858) est un organiste et compositeur anglais.
Né à Birmingham, il est l'aîné des sept enfants de Samuel Bache (en). Il est le frère de Walter Bache (1842–1888).
Il étudie auprès de James Stimpson (en), organiste de Birmingham (en), ainsi qu'avec le violoniste Alfred Mellon. En 1849, il déménage à Londres pour prendre des leçons privées de composition musicale pendant trois ans auprès de William Sterndale Bennett.
En octobre 1850, Bache devient organiste de All Saints, Gordon Square. Continuant sa formation avec William Sterndale Bennett, Bache crée des concertos, ouvertures, deux opérettes, une œuvre pour quatuor à cordes et une autre pour trio avec piano, ainsi que d'autres pièces pour piano.